# Liste von Sprachpreisen
Ein Sprachpreis wird verliehen für Verdienste in der Pflege und Förderung der Sprache und Sprachkultur sowie besonderer Mundarten und Dialekte. Auch bestimmte Literaturpreise sowie Negativpreise werden als Sprachpreise verstanden.
Liste von Sprachpreisen nach Sprachen:
Deutsche Sprache - Personen
- Kulturpreis Deutsche Sprache der Eberhard-Schöck-Stiftung
- Deutscher Sprachpreis der Henning-Kauffmann-Stiftung
- Lehrer-Welsch-Sprachpreis des Kölner Verbandes des Vereins Deutsche Sprache
- Ludwig-Uhland-Preis von Carl Herzog von Württemberg
- Lyrik/Prosa/Märchenpreis AKUT der österreichischen Gemeinde Alberndorf in der Riedmark,
- Rinke-Sprachpreis der Hamburger Guntram und Irene-Rinke-Stiftung
- Daniel-Sanders-Sprachpreis für Schülerinnen und Schüler der Stadt Neustrelitz
- Sprachpreis der deutschen Auslandspresse
- Medienpreis für Sprachkultur der Gesellschaft für deutsche Sprache
- Predigtpreis des Verlages für die Deutsche Wirtschaft
- Cicero-Rednerpreis des Verlages für die Deutsche Wirtschaft
- Sprachpanscher des Jahres	des Vereins Deutsche Sprache
- Sprachwahrer des Jahres der Deutschen Sprachwelt
- Jürgen-Moll-Preis für verständliche Wissenschaft der Theo-Münch-Stiftung für die Deutsche Sprache

Deutsche Sprache - Wörter
- Wort des Jahres der Gesellschaft für deutsche Sprache
- Unwort der Gesellschaft für Deutsche Sprache
- Schönstes deutsches Wort des Deutschen Sprachrates (einmalig 2004)

Deutsche Mundarten und Regionalsprachen
- Fritz-Reuter-Preis (Hamburg), Niederdeutsch
- Fritz-Stavenhagen-Preis,  Niederdeutsch (1959–1982)
- Hans-Böttcher-Preis, Niederdeutsch (1960–1980)
- Keerlke-Preis, Ostfriesland, Plattdeutsch
- Johann-Peter-Hebel-Medaille der Muettersproch-Gsellschaft, Alemannisch
- Bairische Sprachwurzel des Fördervereins Bairische Sprache und Dialekte
- Preise des Pfälzischen Mundartdichterwettstreits

Französisch
- Académie de la Carpette anglaise

Alte Sprachen
- Josef-Delz-Preis des Schweizerischen Altphilologenverbandes
- Praemium Bernense	des Instituts für Klassische Philologie der Universität Bern

Weitere
- Ferdinand-Wiedemann-Sprachpreis, Estland
- Hugo-Bergroth-Preis, Finnlandschwedisch